# Chaibit
Als Chaibit (auch Khaibit geschrieben) bezeichneten die alten Ägypter ein fiktives Wesen aus ihrer Mythologie. Es entspringt dem ägyptischen Jenseits- und Totenglauben und wird gemeinhin mit „Schatten“ übersetzt.

## Konzept
Gemäß dem altägyptischen Toten- und Jenseitsglauben verfügte jeder Mensch über einen „Schatten“, eine Art „verdorbenes Ich“, das alle negativen Charaktereigenschaften wie Neid, Gier und Antipathie verkörperte. Das Chaibit wurde als das böse Gegenstück zur guten Seele (ägypt. Ba) verstanden, beide Seelenformen waren eng miteinander verknüpft. Aus den sogenannten „Totenbüchern“ geht hervor, dass die Ägypter sich zwar bewusst waren, dass das Chaibit negativer Natur war, aber sich dennoch darum sorgten: viele Beschwörungen haben den Schutz des Chaibit zum Inhalt. 

## Wirken
Die alten Ägypter waren überzeugt, dass sich das Chaibit bei Eintritt des Todes aus dem Körper löse, aufsteige und umherirre wie eine Biene, oder in Gestalt einer solchen sichtbar werden könne, weshalb sie den Schatten als Chai-bitj („Erscheinen der Biene“) bezeichneten. Ein Chaibit konnte das Grab seines Eigentümers betreten und wieder verlassen, wie es ihm beliebte. In bebilderten Papyri wird das Chaibit als schwarze Biene, als schwarze Sphäre, oder als schwarzer, anthropomorpher Umriss dargestellt.